# Wojtasze
Wojtasze (biał. Вайташы; ros. Войташи) − wieś na Białorusi, w obwodzie grodzieńskim, w rejonie smorgońskim, w sielsowiecie Krewo.

## Historia
W czasach zaborów wieś w okręgu wiejskim Skirdziuny, w gminie Kucewicze, w powiecie oszmiańskim, w guberni wileńskiej Imperium Rosyjskiego. W 1866 roku liczyła 41 mieszkańców w 4 domach, należała do dóbr Nowosiółki Czapskich. W 1905 roku wieś liczyła 57 mieszkańców, 93 dziesięcin.
W latach 1921–1945 wieś leżała w Polsce, w województwie wileńskim, w powiecie oszmiańskim, w gminie Krewo.
W 1931 wieś w 9 domach zamieszkiwały 63 osoby.
Wierni należeli do parafii rzymskokatolickiej w Borunach i prawosławnej w Krewie. Miejscowość podlegała pod Sąd Grodzki w Oszmianie i Okręgowy w Wilnie; właściwy urząd pocztowy mieścił się w Kucewiczach.
Po II wojnie światowej w granicach Związku Sowieckiego. Od 1991 w niepodległej Białorusi.